# Баблер-рихталик непальський
Ба́блер-рихталик непальський (Spelaeornis caudatus) — вид горобцеподібних птахів родини тимелієвих (Timaliidae). Мешкає в Гімалаях. Асамський баблер-рихталик раніше вважався підвидом непальського баблера-рихталика.

## Опис
Довжина птаха становить 9 см. Тім'я і верхня частина тіла темно-коричнева. Горло і груди руді, живіт білуватий, поцяткований темними плямками. Скроні сірі.

## Поширення і екологія
Непальські баблери-рихталики мешкають на сході Непалу, в Бутані та у Північно-Східній Індії (в Сіккімі, Західному Бенгалі і Аруначал-Прадеші). Вони живуть в густому підліску вологих вічнозелених лісів, в ярах, заростях папороті, серед покритих мохом скель та повалених дерев. Зустрічаються на висоті від 1500 до 2500 м над рівнем моря, іноді на висоті до 3100 м над рівнем моря.

## Збереження
МСОП класифікує стан збереження цього виду як близький до загрозливого. Непальським баблерам-рихталикам загрожує знищення природного середовища.